# Арутюнян, Ваган Самсонович
Вага́н Самсо́нович Арутюня́н (арм. Վահան Սամսոնի Հարությունյան; 1911—1988) — армянский советский агроном. Герой Социалистического Труда (1950). Заслуженный агроном Армянской ССР (1950).

## Биография
Родился в 1911 году в селе Бамбакашат Эриванской губернии Российской империи (ныне в Армавирской области Республики Армения), в семье рабочего. Семья жила в крайне трудных условиях. В 1914 году умерла мать Вагана, а в 1918 году, от голода умер и его отец. Маленького Вагана взяла на попечение бабушка.
В 1923 году закончил трехлетнюю школу села Бамбакашат. По вмешательству Народного комиссариата просвещения Армянской ССР Ваган Арутюнян переехал в Ереван и продолжил образование в Ереванской школе первой ступени № 4 с получением стипендии. Окончив школу в 1924 году, через год Арутюнян поступил в Ереванскую школу второй ступени имени Мясникяна, которую закончил в 1929 году. В том же году Арутюняна — как отличившегося в учёбе и стипендиата отправили в Закавказский хлопководческий институт (город Баку) для получения высшего образования.
После окончания Закавказского хлопководческого института в 1932 году Ваган Арутюнян был направлен в Октемберянскую машинно-тракторную станцию (МТС) Октемберянского района Армянской ССР в качестве агронома. В 1936 году вступил в ВКП(б)/КПСС. С 1941 года был главным агрономом МТС. Начало трудовой деятельности Арутюняна совпала с процессом коллективизации. В этот период его труды были направлены на повышение культуры земледелия, механизацию трудоёмких сельскохозяйственных работ. В течение нескольких месяцев Арутюнян изучал неиспользованные земли Октемберянского района. Убедившись в пригодности использования этих территорий для возделывания сельскохозяйственных культур, Арутюнян добился разрешения для проведения опытов и совершения посева. Опыты дали положительный результат. Через несколько лет колхозы Октемберянского района имели новые плодовые сады, поля хлопчатника, площадь которых составляла тысячи гектаров. В качестве агранома Арутюнян посещал поля хлопчатника, давал рабочие указания хлопководам по проведению агротехнических работ для выращивания хлопка. К 1940 году с каждого гектара земли колхозы начали получать по 21 центнер хлопка вместо прежних 4—5 центнеров. За заслуги в повышении урожайности Ваган Арутюнян был награждён медалью «За трудовую доблесть». К 1945 году колхозы достигли новых успехов в повышении урожайности хлопчатника, за что Арутюнян был награждён медалью «За трудовое отличие». В 1949 году, с каждого гектара общей площади полей хлопчатника (2580 гектаров) был получен средний урожай хлопка по 28,5 центнера, таким образом план был перевыполнен на 51,6 %.
Указом Президиума Верховного Совета СССР от 16 октября 1950 года за получение высоких урожаев хлопка на поливных землях при выполнении колхозами обязательных поставок и контрактации по всем видам сельскохозяйственной продукции, натуроплаты за работу МТС в 1949 году и обеспеченности семенами всех культур в размере полной потребности для весеннего сева 1950 года Вагану Самсоновичу Арутюняну было присвоено звание Героя Социалистического Труда с вручением ордена Ленина и золотой медали «Серп и Молот».
За долголетнюю и добросовестную работу в области сельского хозяйства Вагану Арутюняну в 1950 году было присвоено почётное звание заслуженного агронома Армянской ССР. С июля 1958 года, в связи с упразднением машинно-тракторных станций, Арутюнян перешёл на работу в качестве начальника управления сельского хозяйства исполкома Октемберянского райсовета.
Скончался в 1988 году в городе Октемберян (ныне — Армавир). Похоронен на кладбище города.

## Награды
- Герой Социалистического Труда (Указ Президиума Верховного Совета СССР от 16 октября 1950 года, орден Ленина и медаль «Серп и Молот») — за получение высоких урожаев хлопка на поливных землях при выполнении колхозами обязательных поставок и контрактации по всем видам сельскохозяйственной продукции, натуроплаты за работу МТС в 1949 году и обеспеченности семенами всех культур в размере полной потребности для весеннего сева 1950 года[6].
- Медаль «За трудовую доблесть» (23.11.1940)[6][5].
- Медаль «За трудовое отличие» (24.11.1945)[6][5].
- Заслуженный агроном Армянской ССР (1950)[7].